# 孙伏都
孫伏都（？—349年），五胡十六国時代後趙人物。
孫伏都在後趙担任将軍。346年五月，奉石虎之命，率领步兵马兵三万，与凉州刺史麻秋一起征讨前凉。他率军攻打金城，迫使金城郡太守張沖投降。但被前涼中堅将軍謝艾所败，于是退至金城。
後任征西将軍。347年七月，与将軍劉渾率领两万精兵，会师麻秋征伐前涼。後趙進軍渡河，在金城以北修建长城。八月，再次被谢艾击败，退守金城。
後任龍驤将軍。349年十二月，孫伏都、刘铢等率领羯族士兵三千人埋伏在宫中叫做胡天的地方，想诛杀大将軍石閔、大司馬李农。当时皇帝石鑑正在中台，孫伏都率领三十多人想进入中台挟持石鉴一起攻打石闵、李农。石鑑见孙伏都捣毁了楼阁通道，便询问原因。孫伏都回答：“李农等人造反，已经到了東掖門。臣想率侍卫讨伐，所以先来禀报。”石鑑说：“你是朝廷的功臣，官、好好为朕出力。朕在中台上观看，你不必担心事后没有厚赏。”随后，孙伏都、刘铢率领兵众攻打石闵、李农，结果反被击败，他们暂时撤退屯兵鳳陽門。石閔率部下数千人，攻破金明門，向中台进军。石鑑害怕石闵杀掉自己，急忙招来石闵、李农，开门接入，说：“孙伏都造反，卿等速速讨伐。”李农攻击孫伏都等人，孫伏都兵败被杀。从凤阳门至琨华殿，横尸遍地，血流成渠。